# Саудовская Аравия на летних Олимпийских играх 2004
Саудовская Аравия на летних Олимпийских играх 2004 года была представлена 17 спортсменами в 6 видах спорта. На церемониях открытия и закрытия Игр право нести национальный флаг было доверено легкоатлету, призёру Олимпийских Игр 2000 года в Сиднее, Хади Эль-Сомайли.

## Состав сборной
Лёгкая атлетика
1. Хамед Эль-Биши
2. Хамдан Эль-Биши
3. Ибрагим Эль-Хамаиди
4. Мухаммед Эль-Сальхи
5. Хади Суа’ан Эль-Сомайли
6. Салем Мубарак Эль-Ями
7. Мубарак Ата Мубарак
8. Салем Мулед Эль-Ахмади

 Конный спорт
1. Рамзи Эль-Духами
2. Камаль Бахамдан

 Стрельба
1. Саид Эль-Мутаири

 Тяжёлая атлетика
1. Мосен Эль-Багир
2. Джафар Эль-Багир
3. Рамзи Эль-Махрус
4. Наджим Эль-Радван

 Плавание
1. Ахмед Эль-Кудмани

 Настольный теннис
1. Халид Эль-Харби

## Результаты соревнований

### Лёгкая атлетика
Беговые дисциплины
| Дисциплина                    | Спортсмен               | Предварительный раунд | Предварительный раунд | Четвертьфиналы | Четвертьфиналы | Полуфиналы | Полуфиналы | Финал     | Финал     |
| Дисциплина                    | Спортсмен               | Время                 | Место                 | Время          | Место          | Время      | Место      | Время     | Место     |
| ----------------------------- | ----------------------- | --------------------- | --------------------- | -------------- | -------------- | ---------- | ---------- | --------- | --------- |
| бег на 100 метров             | Салем Мубарак Эль-Ями   | 10,36                 | 4                     | Не прошёл      | Не прошёл      | Не прошёл  | Не прошёл  | Не прошёл | Не прошёл |
| бег на 110 метров с барьерами | Мубарак Ата Мубарак     | 13,81                 | 7                     | Не прошёл      | Не прошёл      | Не прошёл  | Не прошёл  | Не прошёл | Не прошёл |
| бег на 200 метров             | Хамед Эль-Биши          | Не участвовал         | Не участвовал         | Не прошёл      | Не прошёл      | Не прошёл  | Не прошёл  | Не прошёл | Не прошёл |
| бег на 400 метров             | Хамдан Эль-Биши         | 45,31                 | 2 Q                   | Н/Д            | Н/Д            | 45,59      | 5          | Не прошёл | Не прошёл |
| бег на 400 метров с барьерами | Ибрагим Эль-Хамаиди     | 49,64                 | 5                     | Н/Д            | Н/Д            | Не прошёл  | Не прошёл  | Не прошёл | Не прошёл |
| бег на 400 метров с барьерами | Хади Суа’ан Эль-Сомайли | 49,15                 | 4 Q                   | Н/Д            | Н/Д            | 48,98      | 5          | Не прошёл | Не прошёл |
| бег на 800 метров             | Мухаммед Эль-Сальхи     | 1:48,42               | 6                     | Н/Д            | Н/Д            | Не прошёл  | Не прошёл  | Не прошёл | Не прошёл |

Технические дисциплины

| Дисциплина     | Спортсмен              | Квалификация | Квалификация | Финал     | Финал     |
| Дисциплина     | Спортсмен              | Дистанция    | Место        | Дистанция | Место     |
| -------------- | ---------------------- | ------------ | ------------ | --------- | --------- |
| тройной прыжок | Салем Мулед Эль-Ахмади | 16,16        | 35           | Не прошёл | Не прошёл |

### Конный спорт

#### Конкур
| Спортсмен        | Лошадь      | Соревнование   | Квалификация | Квалификация | Квалификация | Квалификация | Квалификация | Квалификация | Квалификация | Квалификация | Финал     | Финал     | Финал     | Финал     | Финал     | Всего     | Всего     |
| Спортсмен        | Лошадь      | Соревнование   | Раунд 1      | Раунд 1      | Раунд 2      | Раунд 2      | Раунд 2      | Раунд 3      | Раунд 3      | Раунд 3      | Раунд A   | Раунд A   | Раунд B   | Раунд B   | Раунд B   | Всего     | Всего     |
| Спортсмен        | Лошадь      | Соревнование   | Штраф        | Место        | Штраф        | Всего        | Место        | Штраф        | Всего        | Место        | Штраф     | Место     | Штраф     | Всего     | Место     | Штраф     | Место     |
| ---------------- | ----------- | -------------- | ------------ | ------------ | ------------ | ------------ | ------------ | ------------ | ------------ | ------------ | --------- | --------- | --------- | --------- | --------- | --------- | --------- |
| Рамзи Эль-Духами | Fall Khaeer | Индивидуальное | 9            | 54           | 17           | 26           | 55 Q         | 28           | 54           | 57           | Не прошёл | Не прошёл | Не прошёл | Не прошёл | Не прошёл | Не прошёл | Не прошёл |
| Камаль Бахамдан  | Casita      | Индивидуальное | 12           | 60           | 12           | 24           | 53 Q         | 12           | 36           | 50 Q         | 25        | 45        | Не прошёл | Не прошёл | Не прошёл | Не прошёл | Не прошёл |

### Стрельба
| Спортсмен        | Соревнование       | Квалификация | Квалификация | Финал     | Финал     |
| Спортсмен        | Соревнование       | Очки         | Место        | Очки      | Место     |
| ---------------- | ------------------ | ------------ | ------------ | --------- | --------- |
| Саид Эль-Мутаири | Стендовая стрельба | 120          | 15           | Не прошёл | Не прошёл |

### Плавание
| Спортсмен         | Соревнование       | Предварительный раунд | Предварительный раунд | Полуфинал | Полуфинал | Финал     | Финал     |
| Спортсмен         | Соревнование       | Время                 | Место                 | Время     | Место     | Время     | Место     |
| ----------------- | ------------------ | --------------------- | --------------------- | --------- | --------- | --------- | --------- |
| Ахмед Эль-Кудмани | 100 метров брассом | 1:05.65               | 47                    | Не прошёл | Не прошёл | Не прошёл | Не прошёл |

### Настольный теннис
| Спортсмен       | Соревнование      | Раунд 1                              | Раунд 2            | Раунд 3            | Раунд 4            | Четвертьфиналы     | Полуфиналы         | Финал / BM         | Финал / BM |
| Спортсмен       | Соревнование      | Соперник Результат                   | Соперник Результат | Соперник Результат | Соперник Результат | Соперник Результат | Соперник Результат | Соперник Результат | Место      |
| --------------- | ----------------- | ------------------------------------ | ------------------ | ------------------ | ------------------ | ------------------ | ------------------ | ------------------ | ---------- |
| Халид Эль-Харби | Мужской одиночный | Каракашевич Сербия и ЧерногорияП 0-4 | Не прошёл          | Не прошёл          | Не прошёл          | Не прошёл          | Не прошёл          | Не прошёл          | Не прошёл  |

### Тяжёлая атлетика
| Спортсмен         | Соревнование    | Рывок     | Рывок | Толчок    | Толчок | Всего | Место |
| Спортсмен         | Соревнование    | Результат | Место | Результат | Место  | Всего | Место |
| ----------------- | --------------- | --------- | ----- | --------- | ------ | ----- | ----- |
| Мосен Эль-Багир   | Мужчины — 69 кг | 127.5     | 14    | 160       | 10     | 287.5 | 12    |
| Джафар Эль-Багир  | Мужчины — 69 кг | 135       | DNF   | —         | —      | —     | DNF   |
| Рамзи Эль-Махрус  | Мужчины — 94 кг | 150       | 20    | 190       |        | 150   | DNF   |
| Наджим Эль-Радван | Мужчины — 94 кг | 162.5     | DNF   | —         | —      | —     | DNF   |